# 임재호
임재호(1953년 12월 13일~)는 조선민주주의인민공화국의 역도 선수이다. 1976년 하계 올림픽에 조선민주주의인민공화국 대표 선수로 참가했다.